# Prelude FLNG
 (février 2015).
Si vous disposez d'ouvrages ou d'articles de référence ou si vous connaissez des sites web de qualité traitant du thème abordé ici, merci de compléter l'article en donnant les références utiles à sa vérifiabilité et en les liant à la section « Notes et références ».
Pour les articles homonymes, voir Prélude (homonymie).
Le Prelude FLNG (pour Floating Liquefied Natural Gas, ou gaz naturel liquéfié flottant) est à la fois une plate-forme d'extraction et une usine de liquéfaction du gaz naturel. C'est le plus grand complexe flottant construit par l'Homme ; ce bâtiment, qui n'est pas un navire et ne possède pas de propulsion propre, pourra être réutilisé après l'épuisement du gisement gazier.

## Construction
L'idée de la construction d'une Unité flottante de production, de stockage et de déchargement de gaz est née en 2007, la décision finale pour la réaliser est prise par le groupe Shell en 2011, et la construction du chantier débute fin 2012.
Le Prelude FLNG est construit par le consortium Samsung Heavy Industries–Technip pour Royal Dutch Shell pour un coût propre estimé à 6 milliards de dollars (5,3 milliards d'euros). Sa longueur est de 488 mètres, sa largeur de 74 mètres et son tirant d'air de 105 m. Il pèse 260 000 tonnes d’acier et plus de 600 000 tonnes avec ses réservoirs remplis.
À son lancement, c'est la plus longue structure flottante jamais construite mais son poids maximum en charge le place deuxième derrière le Pioneering Spirit.
Le Prelude possède une double coque construite par le consortium Technip et Samsung dans le chantier naval de Geoje en Corée du Sud pour la coque et l'usine de liquéfaction, et à Dubai pour le tourret. La construction a officiellement commencée en octobre 2012 avec la première pièce de métal découpée. Au pic d'activité du chantier, 6 000 ouvriers ont été mobilisés.
Le 29 juin 2017, le Prelude FLNG part de Geoje en Corée du Sud pour son voyage vers l'Australie de l'Ouest.

## Opérations

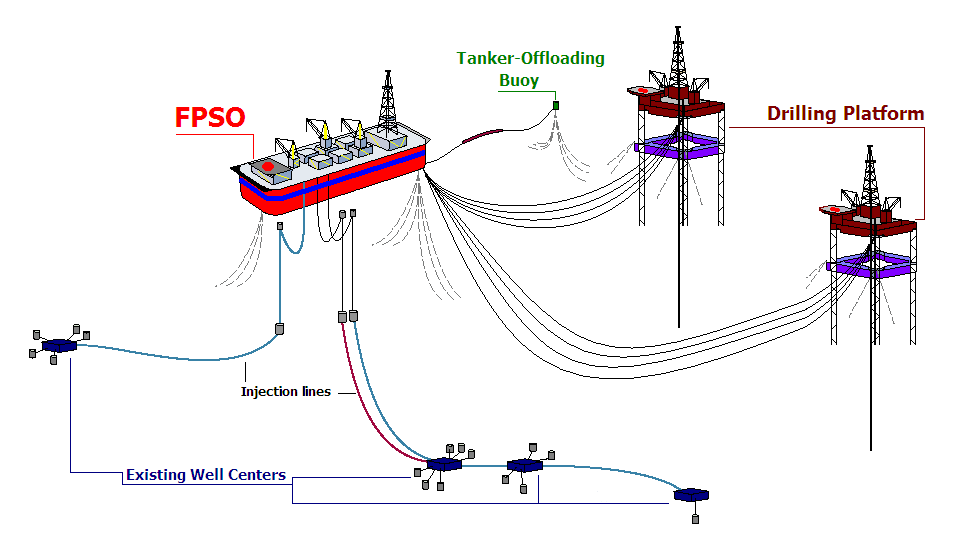
Schéma d'un FPSO, similaire à un FLNG

Prelude FLNG est utilisé en premier dans les champs de gaz Prelude, puis à terme déployé vers Concerto dans le bassin de Browse, à 200 kilomètres au Nord-Ouest des côtes australiennes. Le forage commence en 2016 et le champ gazier a une espérance de vie prévue de vingt-cinq ans.
Le gaz naturel est extrait des puits, raffiné, jusqu'au produit final liquéfié en le refroidissant à −162 °C. La capacité de produire et de décharger du GNL vers de plus petits méthaniers est une innovation importante. Cela réduit les coûts des longs conduits sous-marins qui acheminent traditionnellement le gaz vers des usines à terre de traitement du GNL. Une des difficultés majeures de la conception de cette installation flottante unique a été de réduire l'agencement des équipements - jusqu'à 700 m pour un projet à terre - sur une surface de 488 m de long sur 74 m de large.
Le système est conçu pour résister à des cyclones de catégorie 5 et il produit jusqu'à 5,3 millions de tonnes de gaz naturel par an, dont 3,6 millions de tonnes de gaz naturel liquéfié (GNL), 1,3 million de tonnes de condensat (un pétrole léger à haute valeur marchande) et 0,4 million de tonnes de gaz de pétrole liquéfié (GPL, un mélange de propane et de butane, les différents coproduits du méthane).